# Список Героев Советского Союза (Собянин — Сорокин)
В настоящем списке представлены в алфавитном порядке все Герои Советского Союза, чьи фамилии начинаются с буквы «С» (всего 1165 человек, из них 19 удостоены звания дважды). Список содержит даты Указов Президиума Верховного Совета СССР о присвоении звания, информацию о роде войск, должности и воинском звании Героев на дату представления к присвоению звания Героя Советского Союза, годах их жизни.
- Персиковым цветом  в таблице выделены Герои, удостоенные звания дважды и более раз.
- Серым цветом  в таблице выделены Герои, представленные к званию посмертно.

| Навигационная таблица | Навигационная таблица                 |
| --------------------- | ------------------------------------- |
| «С»                   | Сабанов Григорий — Самсонов Владимир  |
| «С»                   | Самсонов Иван — Севрюков Алексей      |
| «С»                   | Севрюков Леонид — Сергиенков Дмитрий  |
| «С»                   | Сергов Алексей — Силантьев Николай    |
| «С»                   | Силин Николай — Скрылёв Алексей       |
| «С»                   | Скрылёв Виктор — Соболевский Анатолий |
| «С»                   | Собянин Гавриил — Сорокин Сергей      |
| «С»                   | Сорокин Фёдор — Степин Кузьма         |
| «С»                   | Степовой Арсентий — Сулин Семён       |
| «С»                   | Султанов Барый — Сябро Николай        |

| № п/п | Фамилия Имя Отчество                                                              | Дата Указа            | Род войск    | Должность | Звание                                         | Годы жизни                                 | БС ГС НЛ                        |
| ----- | --------------------------------------------------------------------------------- | --------------------- | ------------ | --- | ---------------------------------------------- | ------------------------------------------ | ------------------------------- |
| 702   | Собянин Гавриил Епифанович                                                        | 29.06.1945            | пехота       | стрелок 301-го стрелкового полка 48-й стрелковой дивизии 42-й армии 2-го Прибалтийского фронта | красноармеец                                   | 25.05.1896 — 23.12.1944                    | [ БС 1 ] [ ГС 1 ] [ НЛ 1 ]      |
| 703   | Собянин Иван Васильевич                                                           | 24.03.1945            | инженер      | командир отделения 61-го отдельного моторизованного понтонно-мостового батальона 7-й моторизованной понтонно-мостовой бригады РГК в составе 65-й армии 1-го Белорусского фронта                                              | старший сержант                                | 14.01.1915 — 05.11.1974                    | [ БС 1 ] [ ГС 2 ] [ НЛ 2 ]      |
| 704   | Советский Михаил Александрович                                                    | 22.01.1944            | авиация      | штурман звена 1-го гвардейского минно-торпедного авиационного полка 8-й минно-торпедной авиационной дивизии ВВС Балтийского флота                                                                                            | гвардии старший лейтенант                      | 1917 — 22.06.1944                          | [ БС 1 ] [ ГС 3 ] [ НЛ 3 ]      |
| 705   | Созинов Владимир Петрович                                                         | 22.07.1944            | пехота       | командир взвода 992-го стрелкового полка 306-й стрелковой дивизии 43-й армии 1-го Прибалтийского фронта | лейтенант                                      | 08.10.1904 — 10.10.1981                    | [ БС 1 ] [ ГС 4 ] [ НЛ 4 ]      |
| 706   | Созонов Александр Яковлевич                                                       | 13.09.1944            | пехота       | автоматчик танко-десантной роты моторизированного батальона автоматчиков 107-й танковой бригады 16-го танкового корпуса 2-й танковой армии 2-го Украинского фронта                                                           | младший сержант                                | 04.12.1925 — 17.03.1944                    | [ БС 2 ] [ ГС 5 ] [ НЛ 5 ]      |
| 707   | Сокол Иван Григорьевич укр. Сокол Іван Григорович                                 | 10.04.1945            | пехота       | командир пулемётного отделения 25-го гвардейского стрелкового полка 6-й гвардейской стрелковой дивизии 13-й армии 1-го Украинского фронта                                                                                    | гвардии сержант                                | 12.05.1925 — 02.02.1974                    | [ БС 3 ] [ ГС 6 ] [ НЛ 6 ]      |
| 708   | Соколинский Рудольф Моисеевич                                                     | 10.04.1945            | пехота       | помощник командира пулемётного взвода 50-го отдельного мотоциклетного полка 3-й гвардейской танковой армии 1-го Украинского фронта                                                                                           | старший сержант                                | 28.11.1923 — 17.09.1952                    | [ БС 3 ] [ ГС 7 ] [ НЛ 7 ]      |
| 709   | Соколов Александр Николаевич                                                      | 24.03.1945            | пехота       | командир отделения 449-го стрелкового полка 144-й стрелковой дивизии 5-й армии 3-го Белорусского фронта | старший сержант                                | 17.08.1913 — 12.10.1944                    | [ БС 3 ] [ ГС 8 ] [ НЛ 8 ]      |
| 710   | Соколов Алексей Иванович                                                          | 10.03.1944            | танкист      | механик-водитель танка Т-34 328-го танкового батальона 118-й танковой бригады 3-й ударной армии 2-го Прибалтийского фронта                                                                                                   | старший сержант                                | 1918 — 31.12.1943                          | [ БС 3 ] [ ГС 9 ] [ НЛ 9 ]      |
| 711   | Соколов Анатолий Иванович                                                         | 29.06.1945            | инженер      | командир роты 239-го инженерно-сапёрного батальона 48-й инженерно-сапёрной бригады РГК в составе 70-й армии 2-го Белорусского фронта                                                                                         | капитан                                        | 05.11.1913 — 18.08.1985                    | [ БС 3 ] [ ГС 10 ] [ НЛ 10 ]    |
| 712   | Соколов Анатолий Михайлович                                                       | 12.04.1942            | комиссар     | военком эскадрильи 5-го гвардейского истребительного авиационного полка ВВС Калининского фронта | батальонный комиссар                           | 02.12.1911 — 25.01.1942                    | [ БС 4 ] [ ГС 11 ] [ НЛ 11 ]    |
| 713   | Соколов Африкан Фёдорович                                                         | 31.05.1945            | артиллерия   | командир 1430-го лёгкого артиллерийского полка 197-й отдельной лёгкой артиллерийской бригады 1-й гвардейской танковой армии 1-го Белорусского фронта                                                                         | гвардии подполковник                           | 11.03.1917 — 16.07.1977                    | [ БС 5 ] [ ГС 12 ] [ НЛ 12 ]    |
| 714   | Соколов Борис Иннокентьевич                                                       | 10.12.1985            | КГБ          | оперативный уполномоченный Особого отдела КГБ СССР по 108-й мотострелковой дивизии 40-й армии ограниченного контингента советских войск в Афганистане                                                                        | капитан государственной безопасности           | род. 19.10.1953                            | ——                              |
| 715   | Соколов Валентин Евгеньевич                                                       | 25.05.1976            | морской флот | заместитель командира 3-й дивизии подводных лодок 1-й флотилии подводных лодок Северного флота | капитан 1-го ранга                             | 17.04.1935 — 29.12.2024                    | ——                              |
| 716   | Соколов Валентин Петрович                                                         | 15.05.1946            | авиация      | штурман эскадрильи 47-го гвардейского отдельного разведывательного авиационного полка Главного командования ВВС РККА | гвардии капитан                                | 27.12.1915 — 02.08.1991                    | [ БС 5 ] [ ГС 15 ] [ НЛ 13 ]    |
| 717   | Соколов Василий Афанасьевич                                                       | 21.07.1944            | пехота       | командир 303-го гвардейского стрелкового полка 99-й гвардейской стрелковой дивизии 7-й армии Карельского фронта | гвардии подполковник                           | 21.02.1909 — 06.09.1977                    | [ БС 5 ] [ ГС 16 ] [ НЛ 14 ]    |
| 718   | Соколов Василий Павлович                                                          | 31.05.1945            | генерал      | командир 60-й гвардейской стрелковой дивизии 5-й ударной армии 1-го Белорусского фронта | гвардии генерал-майор                          | 17.07.1902 — 07.01.1958                    | [ БС 5 ] [ ГС 17 ] [ НЛ 15 ]    |
| 719   | Соколов Григорий Максимович                                                       | 21.03.1940            | авиация      | командир звена 25-го истребительного авиационного полка 59-й лёгкой авиационной бригады ВВС 7-й армии Северо-Западного фронта                                                                                                | старший лейтенант                              | 1912 — 27.12.1941                          | [ БС 5 ] [ ГС 18 ] [ НЛ 16 ]    |
| 720   | Соколов Григорий Семёнович                                                        | 10.01.1944            | пехота       | стрелок 29-го стрелкового полка 38-й стрелковой дивизии 40-й армии Воронежского фронта | красноармеец                                   | 20.09.1899 — 10.05.1952                    | [ БС 6 ] [ ГС 19 ] [ НЛ 17 ]    |
| 721   | Соколов Дмитрий Иванович                                                          | 02.04.1944            | партизан     | активный участник партизанской борьбы на территории Ленинградской области, командир разведки 3-го полка 5-й Ленинградской партизанской бригады                                                                               | —                                              | 24.10.1924 — 07.02.1997                    | [ БС 7 ] [ ГС 20 ] [ НЛ 18 ]    |
| 722   | Соколов Леонид Михайлович                                                         | 27.06.1945            | авиация      | командир эскадрильи 107-го гвардейского истребительного авиационного полка 11-й гвардейской истребительной авиационной дивизии 2-го гвардейского штурмового авиационного корпуса 2-й воздушной армии 1-го Украинского фронта | гвардии майор                                  | 28.04.1908 — 11.05.1981                    | [ БС 7 ] [ ГС 21 ] [ НЛ 19 ]    |
| 723   | Соколов Михаил Андрианович                                                        | 22.01.1944            | морской флот | командир бронекатера № 132 бригады бронекатеров Азовской военной флотилии | лейтенант                                      | 20.12.1919 — 11.07.2011                    | [ БС 7 ] [ ГС 22 ] [ НЛ 20 ]    |
| 724   | Соколов Михаил Анисимович                                                         | 10.04.1945            | пехота       | командир взвода 416-го стрелкового полка 112-й стрелковой дивизии 13-й армии 1-го Украинского фронта | лейтенант                                      | 12.01.1925 — 14.01.2003                    | [ БС 7 ] [ ГС 23 ] [ НЛ 21 ]    |
| 725   | Соколов Михаил Васильевич                                                         | 21.07.1944            | пехота       | командир отделения 363-го стрелкового полка 114-й стрелковой дивизии 7-й армии Карельского фронта | сержант                                        | 10.07.1912 — 16.09.1968                    | [ БС 7 ] [ ГС 24 ] [ НЛ 22 ]    |
| 726   | Соколов Михаил Егорович                                                           | 18.08.1945            | авиация      | командир эскадрильи 825-го штурмового авиационного полка 225-й штурмовой авиационной дивизии 15-й воздушной армии 2-го Прибалтийского фронта                                                                                 | майор                                          | 24.01.1923 — 11.11.1993                    | [ БС 7 ] [ ГС 25 ] [ НЛ 23 ]    |
| 727   | Соколов Николай Васильевич                                                        | 23.09.1944            | инженер      | командир 3-й понтонно-мостовой бригады РГК в составе войск 1-го Украинского фронта | полковник                                      | 23.04.1899 — 20.12.1980                    | [ БС 7 ] [ ГС 26 ] [ НЛ 24 ]    |
| 728   | Соколов Николай Васильевич                                                        | 31.05.1945            | артиллерия   | командир батареи 175-ю гвардейского артиллерийско-миномётного полка 4-й гвардейской кавалерийской дивизии 2-го гвардейского кавалерийского корпуса 1-го Белорусского фронта                                                  | гвардии старший лейтенант                      | 23.05.1921 — 10.04.1975                    | [ БС 8 ] [ ГС 27 ] [ НЛ 25 ]    |
| 729   | Соколов Николай Михайлович                                                        | 16.10.1943            | пехота       | стрелок 896-го стрелкового полка 211-й стрелковой дивизии 13-й армии Центрального фронта | красноармеец                                   | 06.07.1904 — 25.11.1943                    | [ БС 9 ] [ ГС 28 ] [ НЛ 26 ]    |
| 730   | Соколов Николай Семёнович                                                         | 22.02.1944            | пехота       | командир отделения 1118-го стрелкового полка 333-й стрелковой дивизии 6-й армии 3-го Украинского фронта | старший сержант                                | 15.12.1923 — 24.08.1984                    | [ БС 9 ] [ ГС 29 ] [ НЛ 27 ]    |
| 731   | Соколов Семён Никанорович                                                         | 18.08.1945            | авиация      | заместитель командира эскадрильи 100-го отдельного корректировочно-разведывательного авиационного полка 8-й воздушной армии 4-го Украинского фронта                                                                          | старший лейтенант                              | 31.01.1922 — 06.12.1998                    | [ БС 9 ] [ ГС 30 ] [ НЛ 28 ]    |
| 732   | Соколов Сергей Леонидович                                                         | 28.04.1980            | маршал       | первый заместитель Министра обороны СССР и руководитель оперативной группы Министерства обороны СССР в Афганистане | Маршал Советского Союза                        | 01.07.1911 — 31.08.2012                    | ——                              |
| 733   | Соколов Сергей Николаевич                                                         | 19.08.1944            | комиссар     | заместитель по политической части командира 3-го гвардейского авиационного полка 2-й гвардейской авиационной дивизии 2-го гвардейского авиационного корпуса Авиации дальнего действия                                        | гвардии подполковник                           | 12.10.1913 — 21.08.1983                    | [ БС 9 ] [ ГС 32 ] [ НЛ 29 ]    |
| 734   | Соколов Юрий Сергеевич                                                            | 24.04.1944            | танкист      | командир танка Т-34 45-й гвардейской танковой бригады 11-го гвардейского танкового корпуса 1-й гвардейской танковой армии 1-го Украинского фронта                                                                            | гвардии лейтенант                              | 21.06.1923 — 04.01.1989                    | [ БС 9 ] [ ГС 33 ] [ НЛ 30 ]    |
| 735   | Соколовский Василий Данилович                                                     | 29.05.1945            | генерал      | заместитель командующего 1-м Белорусским фронтом | генерал армии                                  | 21.07.1897 — 10.05.1968                    | [ БС 10 ] [ ГС 34 ] [ НЛ 31 ]   |
| 736   | Сокольский Александр Кузьмич                                                      | 29.05.1945            | генерал      | командующий артиллерией 2-го Белорусского фронта | генерал-полковник артиллерии                   | 06.12.1903 — 14.11.1979                    | [ БС 11 ] [ ГС 35 ] [ НЛ 32 ]   |
| 737   | Сокольский Игорь Александрович                                                    | 27.02.1945            | комиссар     | комсорг батальона 1067-го стрелкового полка 311-й стрелковой дивизии 61-й армии 1-го Прибалтийского фронта | лейтенант                                      | 02.04.1922 — 29.09.1984                    | [ БС 11 ] [ ГС 36 ] [ НЛ 33 ]   |
| 738   | Сокур Пётр Трофимович укр. Сокур Петро Трохимович                                 | 13.08.1941            | пехота       | стрелок 335-го стрелкового полка 8-й стрелковой бригады Ленинградского фронта | красноармеец                                   | 25.09.1911 — 11.10.1987                    | [ БС 11 ] [ ГС 37 ] [ НЛ 34 ]   |
| 739   | Солдатенко Василий Григорьевич укр. Солдатенко Василь Григорович                  | 16.10.1943            | связисты     | старший радиотелеграфист штабной батареи 6-го артиллерийского полка 74-й стрелковой дивизии 13-й армии Центрального фронта                                                                                                   | младший сержант                                | 11.02.1920 — 18.06.1985                    | [ БС 11 ] [ ГС 38 ] [ НЛ 35 ]   |
| 740   | Солдатов Иван Алексеевич                                                          | 29.06.1945            | авиация      | заместитель командира и штурман эскадрильи 672-го штурмового авиационного полка 306-й штурмовой авиационной дивизии 10-го штурмового авиационного корпуса 17-й воздушной армии З-го Украинского фронта                       | старший лейтенант                              | 08.06.1922 — 16.04.1945                    | [ БС 11 ] [ ГС 39 ] [ НЛ 36 ]   |
| 741   | Солдатов Константин Спиридонович                                                  | 24.03.1945            | инженер      | командир роты 270-го инженерно-сапёрного батальона 64-й инженерно-сапёрной бригады 8-й гвардейской армии 1-го Белорусского фронта                                                                                            | лейтенант                                      | 1918 — 06.08.1944                          | [ БС 12 ] [ ГС 40 ] [ НЛ 37 ]   |
| 742   | Солнцев Михаил Степанович укр. Солнцев Михайло Степанович                         | 19.04.1945            | танкист      | командир роты 23-й гвардейской отдельной танковой бригады 48-й армии 2-го Белорусского фронта | гвардии старший лейтенант                      | 20.06.1922 — 14.01.1945                    | [ БС 12 ] [ ГС 41 ] [ НЛ 38 ]   |
| 743   | Солнцев Сергей Иванович                                                           | 11.03.1942            | партизан     | активный участник партизанской борьбы в Московской области, комиссар и начальник разведки Рузского партизанского отряда | старший лейтенант государственной безопасности | 05.03.1906 — 28.11.1941                    | ——                              |
| 744   | Соловей Владимир Сергеевич укр. Соловей Володимир Сергійович                      | 24.03.1945            | инженер      | командир 509-го отдельного сапёрного батальона 331-й стрелковой дивизии 31-й армии 3-го Белорусского фронта | майор                                          | 22.07.1922 — 21.04.1948                    | [ БС 12 ] [ ГС 43 ] [ НЛ 39 ]   |
| 745   | Соловьёв Алексей Дмитриевич                                                       | 18.12.1956            | танкист      | командир танка 62-го танкового полка 11-й гвардейской механизированной дивизии 8-й механизированной армии Прикарпатского военного округа                                                                                     | гвардии сержант                                | 30.03.1934 — 09.11.1956                    | ——                              |
| 746   | Соловьёв Анатолий Фёдорович                                                       | 23.08.1944            | пехота       | командир роты 30-го стрелкового полка 102-й стрелковой дивизии 48-й армии 1-го Белорусского фронта | капитан                                        | 20.12.1919 — 27.12.1985                    | [ БС 12 ] [ ГС 45 ] [ НЛ 40 ]   |
| 747   | Соловьёв Анатолий Яковлевич                                                       | 17.06.1988            | космонавт    | командир экипажа космического корабля «Союз ТМ-5» и орбитального научно-исследовательского комплекса «Мир» | подполковник                                   | род. 16.01.1948                            | ——                              |
| 748   | Соловьёв Василий Андреевич                                                        | 24.03.1945            | пехота       | командир взвода 757-го стрелкового полка 222-й стрелковой дивизии 33-й армии 3-го Белорусского фронта | сержант                                        | 02.01.1918 — 24.08.2005                    | [ БС 12 ] [ ГС 47 ] [ НЛ 41 ]   |
| 749   | Соловьёв Василий Иванович                                                         | 04.06.1944            | пехота       | стрелок 31-го гвардейского стрелкового полка 9-й гвардейской стрелковой дивизии 39-й армии 3-го Белорусского фронта | гвардии красноармеец                           | 09.03.1915 — 28.08.1943                    | [ БС 14 ] [ ГС 48 ] [ НЛ 42 ]   |
| 750   | Соловьёв Виталий Ефимович                                                         | 18.08.1945            | авиация      | заместитель командира эскадрильи 6-го гвардейского отдельного штурмового авиационного полка 3-й воздушной армии 3-го Белорусского фронта                                                                                     | гвардии старший лейтенант                      | 05.04.1923 — 16.04.1966                    | [ БС 15 ] [ ГС 49 ] [ НЛ 43 ]   |
| 751   | Соловьёв Владимир Александрович                                                   | 23.02.1945            | авиация      | старший штурман 308-й штурмовой авиационной дивизии 3-го штурмового авиационного корпуса 1-й воздушной армии 3-го Белорусского фронта                                                                                        | майор                                          | 13.07.1909 — 17.07.1979                    | [ БС 15 ] [ ГС 50 ] [ НЛ 44 ]   |
| 752   | Соловьёв Владимир Алексеевич                                                      | 02.10.1984 16.07.1986 | космонавт    | бортинженер космического корабля «Союз Т-10» и орбитальной станции «Салют-7» бортинженер космического корабля «Союз Т-15» и орбитальных станций «Салют-7» и «Мир»                                                            | —                                              | род. 11.11.1946                            | ——                              |
| 753   | Соловьёв Гавриил Иванович                                                         | 15.01.1944            | кавалерия    | командир взвода 60-го гвардейского кавалерийского полка 16-й гвардейской кавалерийской дивизии 7-го гвардейского кавалерийского корпуса Центрального фронта                                                                  | гвардии младший лейтенант                      | 23.03.1913 — 08.05.1982                    | [ БС 15 ] [ ГС 52 ] [ НЛ 45 ]   |
| 754   | Соловьёв Евгений Степанович                                                       | 22.07.1966            | авиация      | лётчик-испытатель ОКБ П. О. Сухого | —                                              | 01.01.1931 — 07.07.1978                    | ——                              |
| 755   | Соловьёв Иван Алексеевич                                                          | 17.10.1943            | пехота       | стрелок 1033-го стрелкового полка 280-й стрелковой дивизии 60-й армии Центрального фронта | старший сержант                                | 1919 — 27.09.1943                          | [ БС 15 ] [ ГС 54 ] [ НЛ 46 ]   |
| 756   | Соловьёв Иван Владимирович                                                        | 06.04.1945            | пехота       | командир 132-й стрелковой дивизии 47-й армии 1-го Белорусского фронта | полковник                                      | 04.02.1908 — 18.12.1971                    | [ БС 15 ] [ ГС 55 ] [ НЛ 47 ]   |
| 757   | Соловьёв Константин Владимирович                                                  | 23.10.1942            | авиация      | командир эскадрильи 71-го истребительного авиационного полка 61-й авиационной бригады ВВС Балтийского флота | капитан                                        | 15.05.1914 — 27.12.1942                    | [ БС 15 ] [ ГС 56 ] [ НЛ 48 ]   |
| 758   | Соловьёв Михаил Васильевич                                                        | 15.05.1946            | комиссар     | парторг батальона 177-го гвардейского стрелкового полка 60-й гвардейской стрелковой дивизии 5-й ударной армии 1-го Белорусского фронта                                                                                       | гвардии лейтенант                              | 12.10.1918 — 23.04.1945                    | [ БС 16 ] [ ГС 57 ] [ НЛ 49 ]   |
| 759   | Соловьёв Михаил Георгиевич                                                        | 26.10.1944            | авиация      | лётчик 50-го отдельного разведывательного авиационного полка 2-й воздушной армии 1-го Украинского фронта | лейтенант                                      | 1923 — 23.11.1944                          | [ БС 17 ] [ ГС 58 ] [ НЛ 50 ]   |
| 760   | Соловьёв Михаил Григорьевич                                                       | 10.01.1944            | десантники   | командир роты 10-го гвардейского воздушно-десантного полка 3-й гвардейской воздушно-десантной дивизии 60-й армии Воронежского фронта                                                                                         | гвардии младший лейтенант                      | 1917 — 07.10.1943                          | [ БС 17 ] [ ГС 59 ] [ НЛ 51 ]   |
| 761   | Соловьёв Михаил Павлович                                                          | 31.05.1945            | танкист      | командир танковой роты 219-й танковой бригады 1-го механизированного корпуса 2-й гвардейской танковой армии 1-го Белорусского фронта                                                                                         | лейтенант                                      | 28.05.1922 — 21.09.1992                    | [ БС 17 ] [ ГС 60 ] [ НЛ 52 ]   |
| 762   | Соловьёв Николай Ефимович                                                         | 27.02.1944            | связисты     | помощник командира штабного взвода 388-й отдельной роты связи 306-й стрелковой дивизии 43-й армии 1-го Прибалтийского фронта                                                                                                 | старшина                                       | 27.04.1918 — 07.12.1993                    | [ БС 17 ] [ ГС 61 ] [ НЛ 53 ]   |
| 763   | Соловьёв Пётр Васильевич                                                          | 31.05.1945            | артиллерия   | командир дивизиона 798-го артиллерийского полка 265-й стрелковой дивизии 3-й ударной армии 1-го Белорусского фронта | капитан                                        | 14.02.1922 — 17.02.1998                    | [ БС 17 ] [ ГС 62 ] [ НЛ 54 ]   |
| 764   | Соловьёв Трофим Ильич                                                             | 25.10.1943            | артиллерия   | командир батареи артиллерийского дивизиона 9-й гвардейской механизированной бригады 3-го гвардейского механизированного корпуса 47-й армии Воронежского фронта                                                               | гвардии старший лейтенант                      | 30.06.1916 — 09.08.1990                    | [ БС 18 ] [ ГС 63 ] [ НЛ 55 ]   |
| 765   | Сологуб Николай Андреевич                                                         | 26.09.1944            | танкист      | командир танка 134-го танкового полка 30-й кавалерийской дивизии 4-го гвардейского кавалерийского корпуса 1-го Белорусского фронта                                                                                           | лейтенант                                      | 21.12.1915 — 27.08.1992                    | [ БС 19 ] [ ГС 64 ] [ НЛ 56 ]   |
| 766   | Солодилов Макар Алексеевич                                                        | 27.06.1945            | авиация      | командир 109-го гвардейского штурмового авиационного полка 6-й гвардейской штурмовой авиационной дивизии 2-го гвардейского штурмового авиационного корпуса 2-й воздушной армии 1-го Украинского фронта                       | гвардии майор                                  | 13.03.1909 — 10.07.1975                    | [ БС 19 ] [ ГС 65 ] [ НЛ 57 ]   |
| 767   | Солодилов Николай Федотович                                                       | 26.10.1943            | связисты     | старший телефонист взвода управления 1844-го истребительно-противотанкового артиллерийского полка 30-й отдельной истребительно-противотанковой артиллерийской бригады РГК в составе 7-й гвардейской армии Степного фронта    | красноармеец                                   | 20.04.1924 — 17.01.1983                    | [ БС 19 ] [ ГС 66 ] [ НЛ 58 ]   |
| 768   | Солодков Леонид Михайлович                                                        | 24.12.1991            | морской флот | водолазный специалист Государственного научно-исследовательского института аварийно-спасательного дела, водолазных и глубоководных работ Министерства обороны СССР                                                           | капитан 3-го ранга                             | род. 10.04.1958                            | ——                              |
| 769   | Солодков Николай Иванович                                                         | 29.10.1943            | пехота       | командир отделения 529-го стрелкового полка 163-й стрелковой дивизии 38-й армии Воронежского фронта | ефрейтор                                       | 06.12.1923 — 28.06.1985                    | [ БС 19 ] [ ГС 68 ] [ НЛ 59 ]   |
| 770   | Солодов Афанасий Владимирович                                                     | 24.03.1945            | пехота       | командир 133-го гвардейского стрелкового полка 44-й гвардейской стрелковой дивизии 65-й армии 1-го Белорусского фронта | гвардии подполковник                           | 07.10.1906 — 29.12.1979                    | [ БС 19 ] [ ГС 69 ] [ НЛ 60 ]   |
| 771   | Солодов Ефим Михайлович                                                           | 23.08.1944            | пехота       | командир пулемётного расчёта 220-го стрелкового полка 4-й стрелковой дивизии 69-й армии 1-го Белорусского фронта | сержант                                        | 30.01.1923 — 05.09.1991                    | [ БС 19 ] [ ГС 70 ] [ НЛ 61 ]   |
| 772   | Солодышев Артём Иванович (Саладышев Артём Иванович) бел. Салодышаў Арцём Іванавіч | 24.03.1945            | пехота       | командир отделения 1260-го стрелкового полка 380-й стрелковой дивизии 50-й армии 2-го Белорусского фронта | сержант                                        | 05.10.1910 — 27.01.1960                    | [ БС 20 ] [ ГС 71 ] [ НЛ 62 ]   |
| 773   | Соломатин Александр Иванович                                                      | 10.04.1945            | пехота       | командир стрелковой роты 17-й гвардейской механизированной бригады 6-го гвардейского механизированного корпуса 4-й танковой армии 1-го Украинского фронта                                                                    | гвардии старший лейтенант                      | 29.08.1922 — 18.03.1945                    | [ БС 21 ] [ ГС 72 ] [ НЛ 63 ]   |
| 774   | Соломатин Алексей Фролович                                                        | 01.05.1943            | авиация      | командир эскадрильи 296-го истребительного авиационного полка 268-й истребительной авиационной дивизии 8-й воздушной армии Южного фронта                                                                                     | старший лейтенант                              | 12.02.1921 — 21.05.1943                    | [ БС 22 ] [ ГС 73 ] [ НЛ 64 ]   |
| 775   | Соломенников Ефим Иванович                                                        | 24.03.1945            | пехота       | командир отделения 546-го стрелкового полка 191-й стрелковой дивизии 2-й ударной армии Ленинградского фронта | сержант                                        | 22.09.1898 — 23.01.1986                    | [ БС 22 ] [ ГС 74 ] [ НЛ 65 ]   |
| 776   | Соломоненко Иван Иванович укр. Соломоненко Іван Іванович                          | 21.07.1944            | артиллерия   | командир батареи 1309-го истребительно-противотанкового артиллерийского полка 46-й отдельной истребительно-противотанковой артиллерийской бригады РГК в составе войск Ленинградского фронта                                  | старший лейтенант                              | 01.05.1919 — 18.02.2011                    | [ БС 22 ] [ ГС 75 ] [ НЛ 66 ]   |
| 777   | Соломоников Иван Михайлович бел. Саламонікаў Іван Міхайлавіч                      | 15.01.1940            | пехота       | стрелок 255-го стрелкового полка 123-й стрелковой дивизии 7-й армии | красноармеец                                   | 20.02.1918 — 24.10.1944 (пропал без вести) | ——                              |
| 778   | Соломонов Александр Андреевич                                                     | 24.03.1945            | инженер      | командир взвода 61-го отдельного моторизированного понтонно-мостового батальона 7-й моторизированной понтонно-мостовой бригады РГК в составе 65-й армии 1-го Белорусского фронта                                             | старший лейтенант                              | 22.11.1916 — 16.04.1945                    | [ БС 22 ] [ ГС 77 ] [ НЛ 67 ]   |
| 779   | Солонченко Владимир Данилович                                                     | 22.07.1944            | пехота       | командир пулемётной роты 199-го гвардейского стрелкового полка 67-й гвардейской стрелковой дивизии 6-й гвардейской армии 1-го Прибалтийского фронта                                                                          | гвардии старший лейтенант                      | 22.10.1922 — 25.06.1944                    | [ БС 22 ] [ ГС 78 ] [ НЛ 68 ]   |
| 780   | Солопенко Тимофей Иванович укр. Солопенко Тимофій Іванович                        | 24.03.1945            | пехота       | стрелок 433-го стрелкового полка 64-й стрелковой дивизии 49-й армии 2-го Белорусского фронта | красноармеец                                   | 1899 — 25.07.1944                          | [ БС 22 ] [ ГС 79 ] [ НЛ 69 ]   |
| 781   | Солтыс Ион Сидорович (Солтыс Иван Сидорович) укр. Солтис Іон Сидорович            | 10.04.1945            | пехота       | пулемётчик 548-го стрелкового полка 116-й стрелковой дивизии 52-й армии 1-го Украинского фронта | красноармеец                                   | 05.09.1923 — 11.02.1945                    | [ БС 23 ] [ ГС 80 ] [ НЛ 70 ]   |
| 782   | Солуянов Александр Петрович                                                       | 23.11.1984            | десантники   | командир парашютно-десантного батальона 350-го гвардейского парашютно-десантного полка 103-й гвардейской воздушно-десантной дивизии ограниченного контингента советских войск в Афганистане                                  | гвардии майор                                  | 19.12.1953 — 02.12.2023                    | ——                              |
| 783   | Соляник Владимир Фёдорович                                                        | 15.05.1946            | авиация      | заместитель командира 20-го гвардейского бомбардировочного авиационного полка 13-й гвардейской бомбардировочной авиационной дивизии 2-го гвардейского бомбардировочного авиационного корпуса 18-й воздушной армии            | гвардии майор                                  | 13.06.1915 — 27.09.1993                    | [ БС 24 ] [ ГС 82 ] [ НЛ 71 ]   |
| 784   | Соляников Анатолий Данилович бел. Салянікаў Анатоль Данілавіч                     | 19.08.1944            | авиация      | командир эскадрильи 810-го штурмового авиационного полка 225-й штурмовой авиационной дивизии 15-й воздушной армии 2-го Прибалтийского фронта                                                                                 | старший лейтенант                              | 19.07.1919 — 08.09.2010                    | [ БС 24 ] [ ГС 83 ] [ НЛ 72 ]   |
| 785   | Соммер Андрей Иосифович (Соммер Флориан Иосифович)                                | 19.04.1945            | танкист      | командир 89-й танковой бригады 1-го танкового корпуса 3-го Белорусского фронта | полковник                                      | 17.05.1897 — 17.09.1966                    | [ БС 24 ] [ ГС 84 ] [ НЛ 73 ]   |
| 786   | Сомов Иван Константинович                                                         | 04.02.1944            | авиация      | заместитель командира и штурман эскадрильи 86-го гвардейского истребительного авиационного полка 240-й истребительной авиационной дивизии 3-й воздушной армии Калининского фронта                                            | гвардии лейтенант                              | 21.09.1921 — 26.06.2011                    | [ БС 24 ] [ ГС 85 ] [ НЛ 74 ]   |
| 787   | Сомов Михаил Михайлович                                                           | 14.01.1952            | учёные       | исследователь Арктики, заместитель директора Арктического научно-исследовательского института и начальник дрейфующей станции «Северный полюс-2»                                                                              | —                                              | 07.04.1908 — 30.12.1973                    | ——                              |
| 788   | Сомов Пётр Арсентьевич                                                            | 10.04.1945            | авиация      | заместитель командира и штурман эскадрильи 482-го истребительного авиационного полка 322-й истребительной авиационной дивизии 2-го истребительного авиационного корпуса 2-й воздушной армии 1-го Украинского фронта          | старший лейтенант                              | 28.01.1921 — 08.05.1979                    | [ БС 24 ] [ ГС 87 ] [ НЛ 75 ]   |
| 789   | Сонин Иван Егорович                                                               | 08.09.1943            | артиллерия   | командир батареи 6-го артиллерийского полка 74-й стрелковой дивизии 13-й армии Центрального фронта | лейтенант                                      | 03.02.1914 — 11.07.1943                    | [ БС 25 ] [ ГС 88 ] [ НЛ 76 ]   |
| 790   | Соннов Филипп Михайлович                                                          | 23.09.1944            | пехота       | командир пулемётного взвода 1180-го стрелкового полка 350-й стрелковой дивизии 13-й армии 1-го Украинского фронта | лейтенант                                      | 03.01.1912 — 30.09.1947                    | [ БС 26 ] [ ГС 89 ] [ НЛ 77 ]   |
| 791   | Сопин Илья Иванович укр. Сопін Ілля Іванович                                      | 01.11.1943            | пехота       | командир батальона 366-го стрелкового полка 126-й стрелковой дивизии 51-й армии 4-го Украинского фронта | капитан                                        | 20.06.1917 — 03.11.1943                    | [ БС 26 ] [ ГС 90 ] [ НЛ 78 ]   |
| 792   | Сопляков Михаил Игнатьевич                                                        | 17.10.1943            | пехота       | заместитель командира мотострелкового батальона 24-й гвардейской механизированной бригады 7-го гвардейского механизированного корпуса 60-й армии Центрального фронта                                                         | гвардии старший лейтенант                      | 23.05.1914 — 26.07.1995                    | [ БС 26 ] [ ГС 91 ] [ НЛ 79 ]   |
| 793   | Сордия Бондзи Авксентьевич груз. სორდია პონზონ                                    | 13.11.1943            | пехота       | командир роты 836-го стрелкового полка 240-й стрелковой дивизии 38-й армии Воронежского фронта | лейтенант                                      | 1911 — 10.03.1944                          | [ БС 26 ] [ ГС 92 ] [ НЛ 80 ]   |
| 794   | Сорнев Игорь Андреевич                                                            | 14.09.1945            | морской флот | командир канонерской лодки «Пролетарий» 2-го дивизиона канонерских лодок 3-й бригады речных кораблей Амурской военной флотилии                                                                                               | старший лейтенант                              | 19.02.1919 — 29.09.1982                    | [ БС 26 ] [ ГС 93 ] [ НЛ 81 ]   |
| 795   | Сорока Алексей Прокофьевич укр. Сорока Олексій Прокопович                         | 16.05.1944            | пехота       | заместитель командира батальона 1133-го стрелкового полка 339-й стрелковой дивизии Отдельной Приморской армии | капитан                                        | 29.02.1916 — 01.02.1993                    | [ БС 26 ] [ ГС 94 ] [ НЛ 82 ]   |
| 796   | Сорока Артём Максимович укр. Сорока Артем Максимович                              | 21.03.1940            | пехота       | командир батальона 245-го стрелкового полка 123-й стрелковой дивизии 7-й армии Северо-Западного фронта | капитан                                        | 13.10.1902 — 12.02.1940                    | [ БС 26 ] [ ГС 95 ] [ НЛ 83 ]   |
| 797   | Сорока Василий Илларионович укр. 'Сорока Василь Іларіонович                       | 29.06.1945            | пехота       | командир отделения 107-го гвардейского стрелкового полка 34-й гвардейской стрелковой дивизии 4-й гвардейской армии 3-го Украинского фронта                                                                                   | гвардии красноармеец                           | 1902 — 15.11.1967                          | [ БС 27 ] [ ГС 96 ] [ НЛ 84 ]   |
| 798   | Сорока Иван Николаевич                                                            | 26.10.1943            | артиллерия   | командир дивизиона 161-го гвардейского отдельного пушечного артиллерийского полка 7-й гвардейской армии Степного фронта | гвардии капитан                                | 24.06.1916 — 05.11.1988                    | [ БС 28 ] [ ГС 97 ] [ НЛ 85 ]   |
| 799   | Сорокин Алексей Семёнович                                                         | 21.02.1945            | артиллерия   | командир орудия 1343-го стрелкового полка 399-й стрелковой дивизии 48-й армии 1-го Белорусского фронта | старшина                                       | 29.04.1923 — 14.06.1971                    | [ БС 28 ] [ ГС 98 ] [ НЛ 86 ]   |
| 800   | Сорокин Анатолий Иванович                                                         | 23.05.1966            | адмирал      | командующий 1-й флотилией подводных лодок Северного флота | контр-адмирал                                  | 24.03.1921 — 29.12.1988                    | ——                              |
| 801   | Сорокин Андрей Алексеевич                                                         | 24.03.1945            | артиллерия   | наводчик орудия 144-го гвардейского стрелкового полка 49-й гвардейской стрелковой дивизии 46-й армии 3-го Украинского фронта                                                                                                 | гвардии красноармеец                           | 25.03.1905 — 27.10.1944                    | [ БС 28 ] [ ГС 100 ] [ НЛ 87 ]  |
| 802   | Сорокин Борис Григорьевич                                                         | 21.07.1944            | артиллерия   | командир орудия 9-го артиллерийского полка 72-й стрелковой дивизии 21-й армии Ленинградского фронта | младший сержант                                | 18.06.1924 — 09.09.1997                    | [ БС 28 ] [ ГС 101 ] [ НЛ 88 ]  |
| 803   | Сорокин Василий Андреевич укр. Сорокін Василь Андрійович                          | 27.02.1945            | танкист      | командир роты танков Т-34 49-й гвардейской танковой бригады 12-го гвардейского танкового корпуса 2-й гвардейской танковой армии 1-го Белорусского фронта                                                                     | гвардии капитан                                | 24.12.1908 — 14.12.1985                    | [ БС 29 ] [ ГС 102 ] [ НЛ 89 ]  |
| 804   | Сорокин Василий Петрович                                                          | 15.01.1944            | инженер      | сапёр 196-го отдельного сапёрного батальона 81-й стрелковой дивизии 61-й армии Центрального фронта | красноармеец                                   | 10.05.1914 — 09.02.2000                    | [ БС 30 ] [ ГС 103 ] [ НЛ 90 ]  |
| 805   | Сорокин Виталий Андреевич                                                         | 15.05.1946            | авиация      | командир звена 24-го бомбардировочного авиационного полка 241-й бомбардировочной авиационной дивизии 3-го бомбардировочного авиационного корпуса 16-й воздушной армии 1-го Белорусского фронта                               | лейтенант                                      | 25.11.1921 — 14.11.1985                    | [ БС 30 ] [ ГС 104 ] [ НЛ 91 ]  |
| 806   | Сорокин Георгий Александрович                                                     | 24.03.1945            | танкист      | командир танка Т-34 51-й танковой бригады 3-го танкового корпуса 2-й танковой армии 1-го Белорусского фронта | младший лейтенант                              | 20.07.1924 — 22.03.1945                    | [ БС 30 ] [ ГС 105 ] [ НЛ 92 ]  |
| 807   | Сорокин Григорий Михайлович                                                       | 31.05.1945            | артиллерия   | наводчик орудия 132-го гвардейского артиллерийского полка 60-й гвардейской стрелковой дивизии 5-й ударной армии 1-го Белорусского фронта                                                                                     | гвардии красноармеец                           | 08.06.1914 — 17.04.1945                    | [ БС 30 ] [ ГС 106 ] [ НЛ 93 ]  |
| 808   | Сорокин Захар Артёмович                                                           | 19.08.1944            | авиация      | штурман 2-го гвардейского истребительного авиационного полка 6-й истребительной авиационной дивизии ВВС Северного флота | гвардии капитан                                | 17.03.1917 — 19.03.1978                    | [ БС 30 ] [ ГС 107 ] [ НЛ 94 ]  |
| 809   | Сорокин Иван Алексеевич                                                           | 29.06.1945            | танкист      | заместитель командира 3-й гвардейской танковой бригады 3-го гвардейского танкового корпуса 2-го Белорусского фронта | гвардии майор                                  | 15.12.1912 — 25.05.1998                    | [ БС 30 ] [ ГС 108 ] [ НЛ 95 ]  |
| 810   | Сорокин Иван Иванович                                                             | 24.12.1943            | артиллерия   | орудийный номер 981-го зенитно-артиллерийского полка 9-й зенитно-артиллерийской дивизии РГК в составе войск 1-го Украинского фронта                                                                                          | красноармеец                                   | 19.01.1915 — 22.10.1943                    | [ БС 30 ] [ ГС 109 ] [ НЛ 96 ]  |
| 811   | Сорокин Иван Петрович                                                             | 09.02.1944            | артиллерия   | командир батареи 1693-го зенитно-артиллерийского полка 10-го танкового корпуса 1-го Украинского фронта | старший лейтенант                              | 05.10.1919 — 06.09.1977                    | [ БС 31 ] [ ГС 110 ] [ НЛ 97 ]  |
| 812   | Сорокин Иван Фёдорович                                                            | 22.07.1966            | авиация      | лётчик-испытатель Новосибирского авиационного завода | —                                              | 22.04.1919 — 25.11.1983                    | ——                              |
| 813   | Сорокин Михаил Иванович                                                           | 26.10.1943            | инженер      | командир взвода 89-го гвардейского отдельного сапёрного батальона 78-й гвардейской стрелковой дивизии 7-й гвардейской армии Степного фронта                                                                                  | гвардии лейтенант                              | 23.02.1918 — 15.07.2010                    | [ БС 32 ] [ ГС 112 ] [ НЛ 98 ]  |
| 814   | Сорокин Михаил Михайлович                                                         | 22.02.1944            | пехота       | командир отделения 74-го гвардейского стрелкового полка 27-й гвардейской стрелковой дивизии 8-й гвардейской армии 3-го Украинского фронта                                                                                    | гвардии сержант                                | 24.04.1925 — 23.05.1997                    | [ БС 32 ] [ ГС 113 ] [ НЛ 99 ]  |
| 815   | Сорокин Михаил Яковлевич                                                          | 30.10.1943            | артиллерия   | командир дивизиона 118-го артиллерийского полка 69-й стрелковой дивизии 65-й армии Центрального фронта | майор                                          | 29.10.1910 — 12.12.1943                    | [ БС 32 ] [ ГС 114 ] [ НЛ 100 ] |
| 816   | Сорокин Павел Васильевич                                                          | 17.05.1944            | артиллерия   | командир взвода самоходных артиллерийских установок 1438-го самоходного артиллерийского полка 18-го танкового корпуса 5-й гвардейской танковой армии 2-го Украинского фронта                                                 | лейтенант                                      | 1919 — 31.10.1943                          | [ БС 32 ] [ ГС 115 ] [ НЛ 101 ] |
| 817   | Сорокин Сергей Дмитриевич                                                         | 24.03.1945            | артиллерия   | командир СУ-76 954-го самоходного артиллерийского полка 5-й армии 3-го Белорусского фронта | лейтенант                                      | 05.06.1910 — 16.02.1973                    | [ БС 32 ] [ ГС 116 ] [ НЛ 102 ] |
| 818   | Сорокин Сергей Максимович                                                         | 03.06.1944            | комиссар     | комсорг батальона 667-го стрелкового полка 218-й стрелковой дивизии 47-й армии Воронежского фронта | младший лейтенант                              | 15.09.1919 — 08.08.1967                    | [ БС 32 ] [ ГС 117 ] [ НЛ 103 ] |

| Навигационная таблица | Навигационная таблица                 |
| --------------------- | ------------------------------------- |
| «С»                   | Сабанов Григорий — Самсонов Владимир  |
| «С»                   | Самсонов Иван — Севрюков Алексей      |
| «С»                   | Севрюков Леонид — Сергиенков Дмитрий  |
| «С»                   | Сергов Алексей — Силантьев Николай    |
| «С»                   | Силин Николай — Скрылёв Алексей       |
| «С»                   | Скрылёв Виктор — Соболевский Анатолий |
| «С»                   | Собянин Гавриил — Сорокин Сергей      |
| «С»                   | Сорокин Фёдор — Степин Кузьма         |
| «С»                   | Степовой Арсентий — Сулин Семён       |
| «С»                   | Султанов Барый — Сябро Николай        |